# Mûrissement d'Ostwald
 (décembre 2020).
Si vous disposez d'ouvrages ou d'articles de référence ou si vous connaissez des sites web de qualité traitant du thème abordé ici, merci de compléter l'article en donnant les références utiles à sa vérifiabilité et en les liant à la section « Notes et références ».

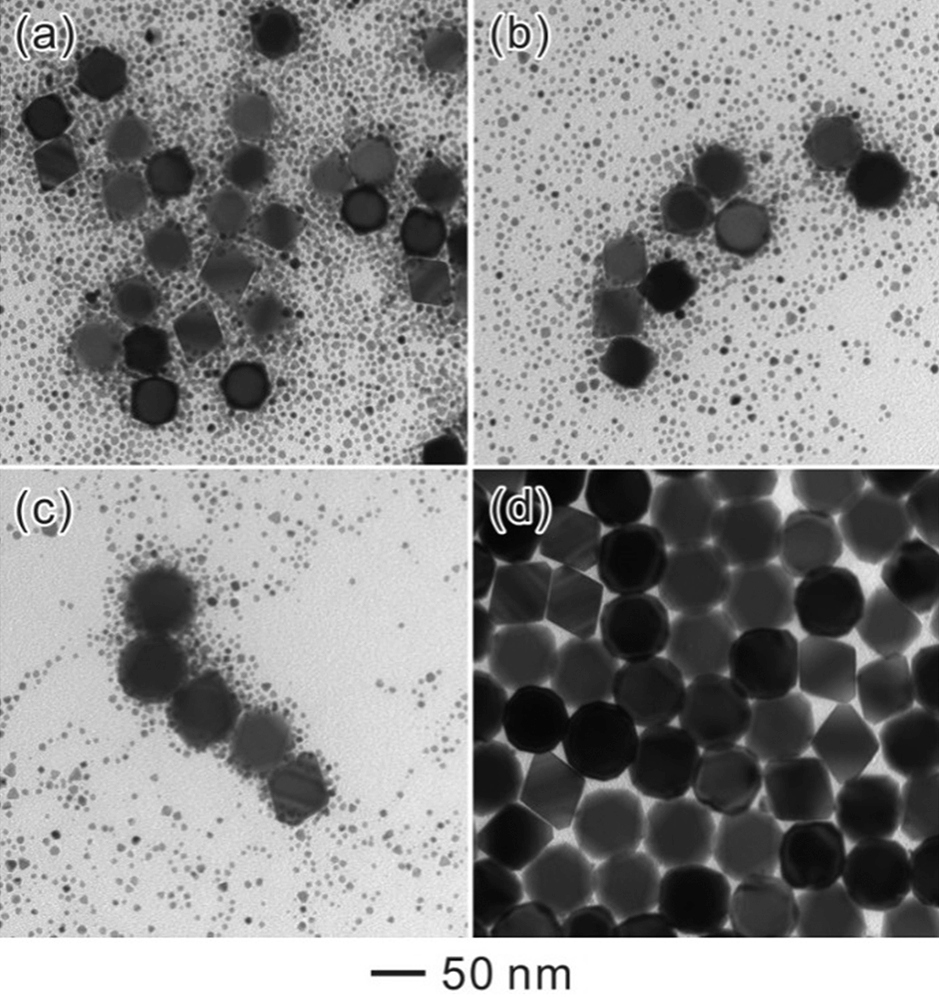
Mûrissement d'Ostwald de nanoparticules de palladium en suspension dans du méthanal : photographies au MET de la suspension après 6 (a), 24 (b), 48 (c) et 72 (d) heures. Les plus petites particules sont dissoutes puis consommées au fur et à mesure que les plus grosses grossissent.

Le mûrissement d'Ostwald, est l'augmentation spontanée de la granulométrie d'un précipité. C'est un phénomène irréversible au cours duquel les plus petites gouttelettes ou les plus petits cristaux en suspension dans une phase continue se dissolvent, tandis que les plus grosses gouttelettes ou les plus gros cristaux croissent.

## Origine
La force motrice pour le mûrissement d'Ostwald est la différence de pression de Laplace entre les petites gouttelettes et les grosses. La pression à l'intérieur d'une goutte de liquide est en effet supérieure de {\displaystyle \Delta P=\gamma \left({\frac {1}{R_{1}}}+{\frac {1}{R_{2}}}\right)} à la pression ambiante, où {\displaystyle \gamma } désigne le coefficient de tension superficielle de l'interface liquide-extérieur et {\displaystyle R_{1}} et {\displaystyle R_{2}} les rayons de courbure principaux de la goutte ({\displaystyle \Delta P=2{\frac {\gamma }{R}}} si la goutte est une sphère de rayon R). La pression interne d'une petite goutte est donc supérieure à celle d'une grosse, dont il résulte que son potentiel chimique (son enthalpie libre molaire) est également supérieur à celui d'une grosse. Il existe alors un déséquilibre chimique entre les deux gouttes, qui a pour effet que la matière de la petite goutte la quitte progressivement au profit de la grosse, via la diffusion chimique à travers le fluide situé entre les deux. Si l'on considère maintenant une émulsion contenant un grand nombre de gouttes, on en déduit que les petites gouttes vont diminuer de taille et les grosses grossir. On dit que l'émulsion « mûrit », d'où le nom de « mûrissement d'Ostwald », ce phénomène ayant été décrit pour la première fois par Wilhelm Ostwald en 1896,. Le même phénomène se produit pour une émulsion de particules solides, par exemple pour un précipité (avec une formule différente pour {\displaystyle \Delta P}).
On peut par exemple citer le cas de la vinaigrette qui peut se ramener à une émulsion d'huile dans de l'eau, où on observe si on attend suffisamment longtemps la formation de grosses gouttes d'huile puis finalement d'une couche d'huile séparée de l'eau. Il faudra alors fournir de l'énergie en remuant pour perturber cet état d'équilibre et reformer une émulsion.